# Aleksandr Evgen'evič Fersman
Aleksandr Evgen'evič Fersman (in russo Александр Евгеньевич Ферсман?; San Pietroburgo, 27 ottobre 1883 – Soči, 20 maggio 1945) è stato un geologo, mineralogista ed esploratore russo nonché membro dell'Accademia russa delle scienze (1919).

## Gioventù ed istruzione
Alexander Fersman nacque a San Pietroburgo l'8 novembre 1883, da Evgeny Aleksandrovich Fersman, architetto e militare, e Maria Eduardovna Kessler, pittrice e pianista. Iniziò ad esplorare lo stato alla ricerca di minerali ed a collezionare cristalli fin da giovane, nella casa estiva della sua famiglia in Crimea. Dopo essersi diplomato con lode al ginnasio classico di Odessa nel 1901 frequentò l'Accademia mineraria di Novorossijsk, dove trovò la mineralogia talmente noiosa da tentare di modificare il corso di studi trasferendosi a storia dell'arte. Amici di famiglia lo convinsero invece a frequentare i corsi di chimica.
Nel 1903 i doveri di Fersman come ufficiale dell'esercito dello zar portarono la sua famiglia a Mosca, dove Alexandr si iscrisse all'Università statale di Mosca. Nel 1904 divenne dottorando di mineralogia e geochimica di Vladimir Ivanovič Vernadskij, il che ebbe una forte influenza sulla sua carriera.
Nel 1908 Fersman iniziò il dottorato con Victor Mordechai Goldschmidt presso l'Università Ruprecht Karl di Heidelberg in Germania, e scrisse un famoso trattato sulla cristallografia dei diamanti.

## Carriera
Nel 1910 Fersman tornò in Russia, dove iniziò la sua carriera amministrativa e di insegnamento. Divenne direttore del reparto di mineralogia del museo mineralogico dell'Accademia russa delle scienze a San Pietroburgo, e direttore dell'intero museo nel 1919 dopo la sua elezione a membro. Fersman divenne anche professore dell'università popolare (Shanyavsky) di Mosca. Nel 1912 insegnò in quello che potrebbe essere stato il primo corso mondiale di geochimica, ed aiutò a fondare il Priroda (Natura), una rivista scientifica popolare alla quale contribuì per tutta la vita.
Durante la prima guerra mondiale Fersman formò una commissione per consigliare l'esercito sulle strategie che coinvolgevano la geologia, come avrebbe poi fatto anche nella Grande Guerra Patriottica. Partecipò anche ad un progetto dell'Accademia delle scienze per la catalogazione delle risorse naturali russe, ed a partire dal 1915 viaggiò in tutta la Russia per accertare i depositi minerali. Lenin consultò Fersman per i suoi consigli sullo sfruttamento delle risorse naturali del paese.
Dopo la rivoluzione del 1917 Fersman sostenne strenuamente lo sviluppo delle risorse naturali statali, in particolare delle sue ricchezze minerali. Furono organizzate molte spedizioni: Urali, Crimea, Caucaso, Kazakistan, Turkestan, monti Altaj, Transbaikal, Mongolia settentrionale, Carelia, Tien Shan, Kizilkum, Karakum e Kola. Fersman ne guidò molte personalmente. Tra i risultati ottenuti vi fu la scoperta di depositi di uranio e vanadio in Fergana e, nel deserto del Karakum ad est del mar Caspio, grossi depositi di zolfo che la Russia doveva in precedenza importare.
L'Unione Sovietica si industrializzò rapidamente dopo l'ascesa al potere di Stalin nel 1924, ed all'inizio del primo piano quinquennale dell'industria sovietica nel 1929 mineralogia e geochimica avevano ottenuto un'enorme importanza. Tra il 1922 ed il 1934 l'Accademia russa delle scienze organizzò oltre 250 spedizioni scientifiche legate allo studio di geologia, geochimica e mineralogia. Di particolare importanza furono gli studi sul grande massiccio alcalino della penisola di Kola, dei massicci di Khibiny e Lovozero, a cui Fersman era particolarmente legato. La penisola di Kola era famosa per la sua inaccessibilità, ma a metà degli anni 1930, grazie agli sforzi di Fersman e del suo collega Nikolaj Vasil'evič Belov, Khibiny e Lovozero furono tra i maggiori produttori mondiali di minerali.
Sotto la guida di Fersman le attività del museo mineralogico furono dirette verso la soluzione di problemi economici pratici, alla ricerca di depositi di materiali ed allo sviluppo di laboratori di ricerca. Nel 1930 il nome del museo fu cambiato in Istituto di Mineralogia e Geochimica, e nel 1932 in Istituto di Geochimica, Mineralogia e Cristallografia. Fersman reclutò molti dei migliori scienziati della nazione.
Nel 1934 l'Accademia russa delle scienze, compreso il museo di mineralogia, si trasferì a Mosca. Furono richieste trenta carrozze ferroviarie per il trasferimento della collezione del museo di oltre 60 000 specimen. Lo spostamento richiese tre anni di intenso lavoro. Furono organizzate mostre del museo nel 1937, in tempo per il XVII Congresso Geologico Internazionale tenutosi a Mosca. Fersman fu il segretario generale del presidio e giocò un ruolo importante nell'organizzazione.
Furono organizzate molte spedizioni di 20–30 giorni nelle aree di maggior interesse geologico in Unione Sovietica. Il Congresso fu tenuto nel 1937 durante la grande purga scatenata da Stalin. La situazione ebbe riflessi nell'atmosfera della convention. Alcuni delegati russi, come il famoso geologo Yu.M. Sheinmann, furono arrestati durante il congresso o poco dopo. Nonostante i contatti regolari con gli stranieri, Fersman riuscì ad evitare i sospetti e le escursioni geologiche in Carelia ed a Kola furono descritte con grande enfasi da C.S. Hurlbut dell'Università di Harvard.
Durante la seconda guerra mondiale fu responsabile dell'evacuazione da Mosca nel 1941 di circa 80 000 dei più importanti specimen del museo di mineralogia, e del loro ritorno nel 1944.
Fersman morì il 20 maggio 1945 nella città di Soči sul mar Nero, dove si era recato per recuperare da un esaurimento. Aveva 61 anni.

## Opere
Fersman scrisse oltre 1500 articoli e pubblicazioni su cristallografia, mineralogia, geologia, chimica, geochimica, geografia, fotografia aerea, astronomia, filosofia, arte, archeologia, scienza della terra e biologia. Tra loro vi furono: Geochemistry in Russia (1922); Chemical Elements of the Earth and Cosmos (1923); Geochemistry, vol. I-IV (1933-1939); The Search for Mineral Deposits on the Basis of Geochemistry and Mineralogy (1939).
Fu anche un grande divulgatore scientifico in Russia. Oltre al suo contributo al Priroda e ad altre riviste, scrisse molti libri per il pubblico, compresi: Three Years beyond the Arctic Circle (1924); Mineralogy for Everyone (1928, aggiornato e ripubblicato nel 1935); Twenty-Five Years of Soviet Natural Science (1944); Reminiscences about Minerals (1945); The March of Soviet Science (1945); Geochemistry for Everyone (pub.1958)

## Onorificenze
Alexander Fersman fu insignito del premio Lenin (1929), del premio di Stato dell'Unione Sovietica (1942), della medaglia Wollaston della Geological Society of London (1943) e dell'ordine della Bandiera rossa del lavoro.
Il museo mineralogico Fersman, i minerali fersmite e fersmanite, il cratere Fersman sulla luna, la nave di ricerca RV Geolog Fersman e vie in numerose città russe (tra cui Mosca, Mončegorsk, Apatity) prendono il nome da Alexandr Fersman.